# Christoph Kruschewski
Christoph Kruschewski ist ein ehemaliger deutscher Basketballspieler.

## Laufbahn
Kruschewski spielte von 1977 bis 1981 beim Bundesligisten TuS 04 Leverkusen. 1979 wurde er mit den Rheinländern deutscher Meister und bestritt für die Mannschaft insgesamt 74 Bundesliga-Spiele. Er bestritt 17 A-Länderspiele für die Bundesrepublik Deutschland, und zwar alle in den Jahren 1979 und 1980. Mit der Nationalmannschaft nahm er unter anderem am Ausscheidungsturnier für die Olympischen Spiele 1980 teil.
1981 wechselte der Flügelspieler zum Bundesliga-Konkurrenten USC Heidelberg, mit dem er im Frühjahr 1982 aus der höchsten Spielklasse Deutschlands abstieg. Im Spieljahr 1982/83 gelang prompt der Wiederaufstieg. 1984 verließ Kruschewski den USC.